# Aurivillialepas falcata
Aurivillialepas falcata is een rankpootkreeftensoort uit de familie van de Calanticidae. De wetenschappelijke naam van de soort is voor het eerst geldig gepubliceerd in 1898 door Aurivillius.